# Greatest Hits (Boston)
Greatest Hits è una raccolta di successi pubblicata dei Boston nel 1997.

## Tracce
1. Tell Me - 4:05 - (T. Scholz)
2. Higher Power - 5:07 - (T. Scholz, D. Sikes)
3. More Than A Feeling - 4:46 - (T. Scholz)
4. Peace Of Mind - 5:04 - (T. Scholz)
5. Don't Look Back - 6:00 - (T. Scholz)
6. Cool The Engines - 4:38 - (B. Delp, T. Scholz, F. Sheehnan)
7. Livin' For You - 4:55 - (T. Scholz)
8. Feelin' Satisfied' - 4:10 - (T. Scholz)
9. Party - 4:07 - (T. Scholz; B. Delp)
10. Foreplay / Long Time - 7:50 - (T. Scholz)
11. Amanda - 4:16 - (T. Scholz)
12. Rock & Roll Band - 3:00 - (T. Scholz)
13. Smokin' - 4:20 - (B. Delp, T. Scholz)
14. A Man I'll Never Be - 6:32
15. The Star Spangled Banne / 4th Of July Reprise - 2:44 - (F. S. Key, J. S. Smith, T. Scholz)
16. Higher Power (Kalodner Edit) - 3:53 - (B. Cedro, T. Scholz, D. Sikes)

## Formazione
- Tom Scholz - chitarra solista, chitarra acustica, basso, organo, percussioni
- Fran Cosmo - voce
- David Sikes - voce, basso
- Tommy Funderburk - voce
- Doug Huffman - batteria, percussioni
- Gary Pihl - chitarra solista, chitarra acustica
- Brad Delp - chitarra solista, voce, percussioni
- Barry Goudreau - chitarra solista
- Fran Sheehan - basso
- Sib Hashian - batteria, percussioni
- Jim Masdea - batteria, percussioni